# 평화주의
평화주의(平和主義, 영어: Pacifism)는 종교적인 사랑이나 자비의 입장 또는 인문주의의 입장에서 전쟁과 폭력에 반대하고, 세계에 평화를 가져오려는 입장이다. 따라서 이들은 폭력을 사용하지 않을 수 없는 전쟁에 양심적 병역거부, 반전운동, 대체복무제 등의 방법으로 반대하며, 무저항, 불복종운동 실천 등의 비폭력적인 방법으로 문제를 해결한다. 인도의 사상가 간디 선생의 비폭력사상 등이 평화주의에 해당한다.

평화의 상징이자, 평화주의의 상징인 평화 기호

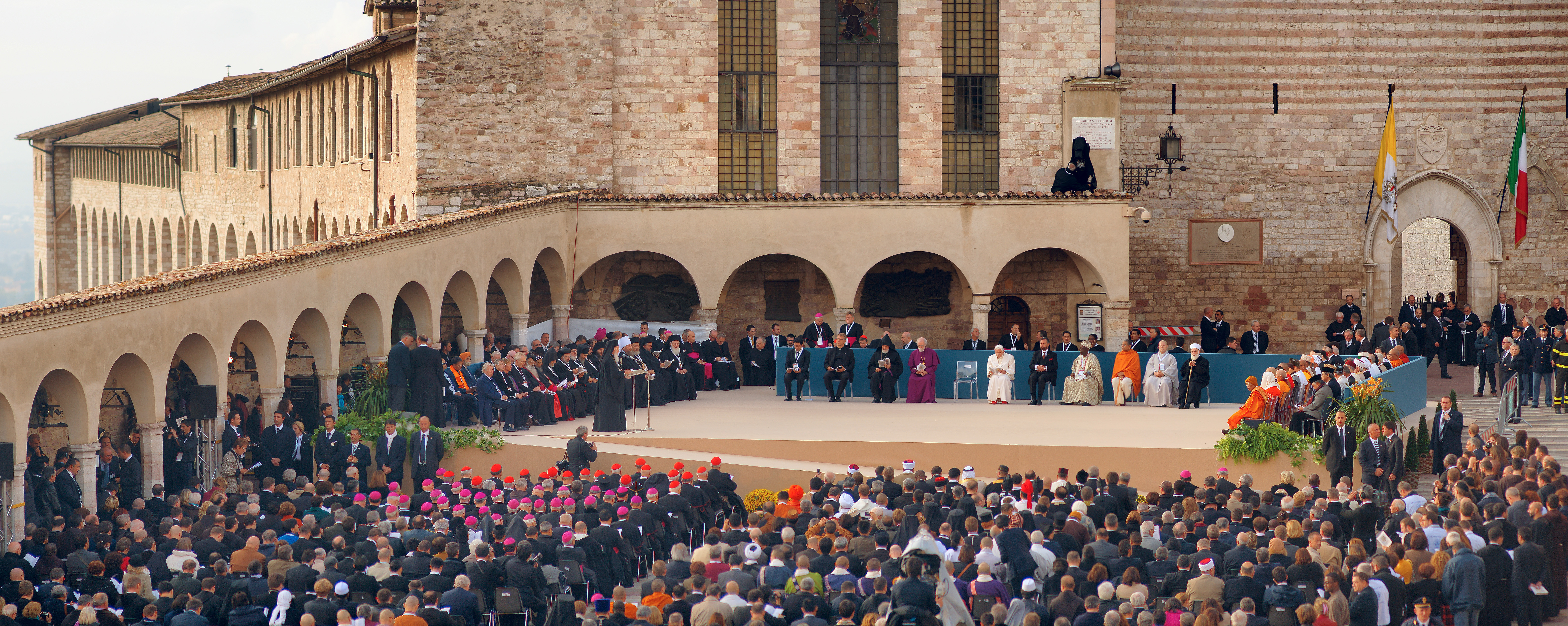
2011년, 아시시에서 열린 평화를 위한 세계 기도의 날

## 평화주의의 종류

### 종교적인 평화주의

#### 기독교
기독교 평화주의자들의 사상은 평화에 대한 신약성서의 가르침에 근거한다.
| “ | 평화를 위하여 일하는 사람은 행복하다. 그들은 하느님의 아들이 될 것이다.(마태오복음서 5장 9절/공동번역성서 | ” |

| “ | 14. 그리스도야말로 우리의 평화이십니다. 그분은 자신의 몸을 바쳐서 유다인과 이방인이 서로 원수가 되어 갈리게 했던 담을 헐어버리시고 그들을 화해시켜 하나로 만드시고 15. 율법 조문과 규정을 모두 폐지하셨습니다. 그리스도께서는 자신을 희생하여 유대인과 이방인을 하나의 새 민족으로 만들어 평화를 이룩하시고 또 십자가에서 죽으심으로써 둘을 한 몸으로 만드셔서 하느님과 화해시키시고 원수되었던 모든 요소를 없이하셨습니다. 17. 이렇게 그리스도께서는 세상에 오셔서 하느님과 멀리 떨어져 있던 여러분에게나 가까이 있던 유다인들에게나 다 같이 평화의 기쁜 소식을 전해 주셨습니다. 18. 그래서 이방인 여러분과 우리 유다인들은 모두 그리스도로 말미암아 같은 성령을 받아 아버지께로 가까이 나아가게 되었습니다. 19. 이제 여러분은 외국인도 아니고 나그네도 아닙니다. 성도들과 같은 한 시민이며 하느님의 한 가족입니다. (에페소인들에게 보낸 편지 2:14-19/공동번역성서) | ” |

기독교의 평화주의 사상가들로는 퀘이커의 창시자 조지 폭스, 톨스토이, 데스몬드 투투 대주교 등이 있는데, 이중 조지 폭스는 1651년 청교도 혁명 지휘관 제의를 거부하면서 다음과 같이 말했다.
| “ | "나는 모든 전쟁 행위를 몰아내는 생명과 권능의 힘으로 살고 있습니다." "우리는 모든 외적인 전쟁과 싸움을 무조건 반대하며 그 어떤 목적이나 어떤 명분을 내세운다해도 외적인 무기를 갖고 하는 모든 싸움을 철저히 부정합니다……. 그리고 우리는 분명히 알기 때문에 세상 사람들에게 다음과 같이 증거 합니다. 우리를 진리로 인도하시는 그리스도의 영은 결코 외적인 무기를 가진 사람들과 대항하여 싸우거나 전쟁을 벌이는 일에 우리를 불러내지는 않을 것입니다. 그와 같은 싸움이나 전쟁은 그리스도의 왕국을 위함도 아니요, 세상의 왕국을 위함도 아닙니다." | ” |

데스몬드 투투 성공회 대주교는 신학자로서의 통찰력으로 보복은 보복과 재보복의 악순환을 낳지만, 용서는 미래를 만든다고 말함으로써 분쟁의 해결방법으로 폭력거부와 용서를 제시한다.
| “ | 나는 (후투족의 투치족 학살이 있었던)르완다의 역사에서 보복과 재보복의 악순환을 끊어야 하고, 그 길은 응보의 정의를 넘어 회복의 정의로, 용서의 자리로 가는 것이라고 말했다. 용서없이는 미래도 없기 때문이다. | ” |

### 현대 이데올로기 평화주의
현대에는 전쟁의 참혹함을 강조하고, 이로 인한 피해자를 줄이기 위해 평화주의를 갖는 사람들이 많다.

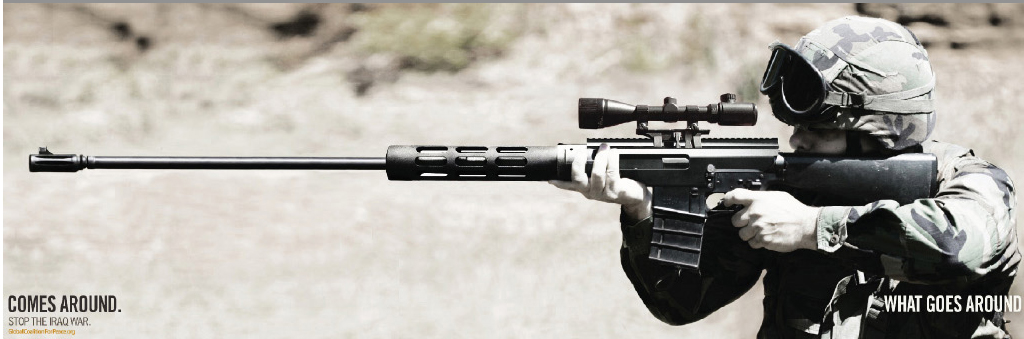
이제석이 제작한 광고 포스터 "뿌린대로 거두리라". 이 포스터를 아래와 같이 붙인다면 다음 사진과 같이 변한다.

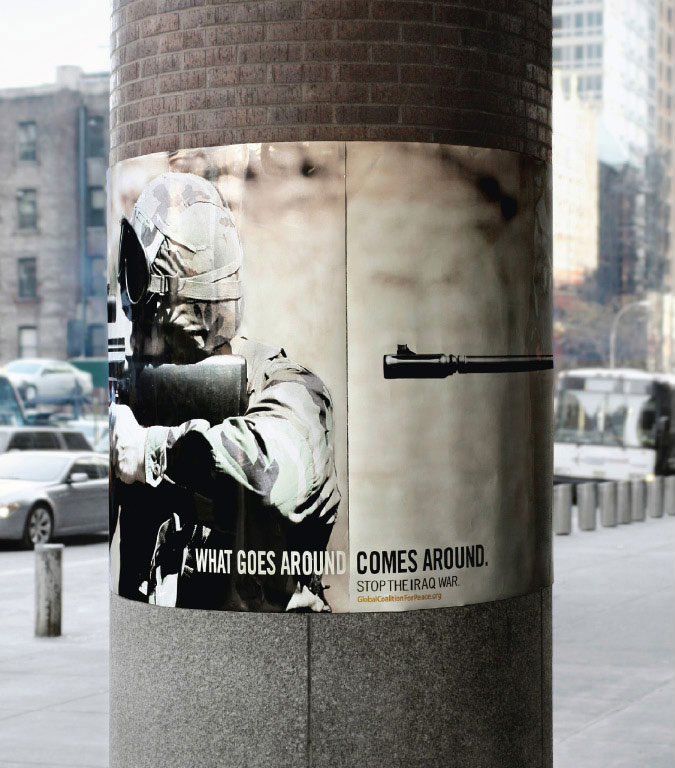
전봇대에 붙인 광고

## 같이 보기
- 아힘사
- 반군국주의
- 반전 운동
- 유화정책
- 기독교 평화주의
- 양심적 병역 거부
- 비군사화
- 에우데르 카마라
- 여호와의 증인
- 메노파
- 비살생
- 비폭력
- 비폭력 저항
- 평화
- 평화 교육
- 퀘이커
- 사티아그라하
- 레프 톨스토이